# Metavivianita
La metavivianita és un mineral de la classe dels fosfats. Va ser anomenada per C. Ritz, Eric J. Essene i Donald R. Peacor l'any 1974 per la seva relació estructural amb la vivianita.

## Característiques
La metavivianita és un fosfat de fórmula química Fe2+Fe3+₂(PO₄)₂(OH)₂·6H₂O. Es tracta d'una espècie aprovada per l'Associació Mineralògica Internacional, i publicada per primera vegada el 1974. Cristal·litza en el sistema triclínic. La seva duresa a l'escala de Mohs es troba entre 1,5 i 2. És dimorfa de la ferrostrunzita, i isostructural amb la simplesita.
Segons la classificació de Nickel-Strunz, la metavivianita pertany a «08.DC: Fosfats, etc, només amb cations de mida mitjana, (OH, etc.):RO₄ = 1:1 i < 2:1» juntament amb els següents minerals: nissonita, eucroïta, legrandita, strashimirita, arthurita, earlshannonita, ojuelaïta, whitmoreïta, cobaltarthurita, bendadaïta, kunatita, kleemanita, bermanita, coralloïta, kovdorskita, ferristrunzita, ferrostrunzita, metavauxita, strunzita, beraunita, gordonita, laueïta, mangangordonita, paravauxita, pseudolaueïta, sigloïta, stewartita, ushkovita, ferrolaueïta, kastningita, maghrebita, nordgauïta, tinticita, vauxita, vantasselita, cacoxenita, gormanita, souzalita, kingita, wavel·lita, allanpringita, kribergita, mapimita, ogdensburgita, nevadaïta i cloncurryita.
L'exemplar que va servir per a determinar l'espècie, el que es coneix com a material tipus, es troba conservat a les col·leccions mineralògiques del Museu Nacional d'Història Natural, l'Smithsonian, situat a Washington DC (Estats Units), amb el número de registre: 127100.

## Formació i jaciments
Va ser descoberta a la mina Big Chief, a la localitat de Glendale, dins el districte miner de Keystone del comtat de Pennington (Dakota del Sud, Estats Units). Tot i tractar-se d'una espècie no gaire habitual ha estat descrita en tots els continents del planeta a excepció d'Oceania i l'Antàrtida.